# Henriettenstift (Dresden)
Das Henriettenstift war ein Gebäude auf der Eliasstraße (seit 1938: Güntzstraße) in Dresden und wurde 1945 zerstört.

## Gründung
Im Jahr 1852 wurde in Dresden das soziale Henriettenstift gegründet. Namensgeber war Henriette Schie (1801–1893), Frau des Stifters und Bankiers Wilhelm Schie (1805–1861). Er kaufte ein Haus in der Eliasstraße 24 und richtete es als Asylhaus für arme jüdische Familien ein. Am 18. Mai 1852 begann die mildtätige Stiftungseinrichtung mit ihrer Arbeit. Das  Anfangskapital betrug 25 000 Mark und wurde vom Stifter aufgebracht. Durch Erbschaft nach dem Tod seiner Frau im Jahr 1893 erhöhte sich das Kapital um 186 000 Mark. Damit wurden die Unterhaltungs- und Nutzungskosten bestritten. Zusätzlich hatte jeder Bewohner monatlich 30 Mark zu entrichten. Das Stift entwickelte sich in der Zeit zu einem Altenheim, vornehmlich ältere alleinstehende jüdische Damen bewohnten das Stift. Die Dresdner nannten es liebevoll Alter Damenstift.
In den Jahren 1903 und 1904 erfolgten zahlreiche Um- und Anbauten. Nach Plänen des Architekten Paul Markus entstanden 16 moderne Wohnungen. Diese bestanden aus Kammer, Küche, Stube Flur und Bad. Durch weitere Spenden war das Stift finanziell abgesichert. Eine weitere Spende der Sabine-Durst-Stiftung, gegründet von Sachie Durst im November 1928 anlässlich seines 60. Geburtstags, wurde das Henriettenstift unterstützt. Es wurden Dreitausend Mark in Form von achtprozentigen Goldhypothekenpfandbriefen überreicht.

## 1933 bis 1945
Am 4. Juli 1939 wurde durch den Erlass des Reichsministeriums über die Reichsvereinigung der Juden in Deutschland das selbstständige Stift aufgelöst. Anfang 1940 erklärten die Nationalsozialisten die Einrichtung zum sogenannten Judenhaus. Weitere Dresdner Juden wurden nun zusätzlich in das Gebäude eingewiesen, so wohnten über 50 Menschen in dem Gebäude. Am 14. Juli 1942 erfolgte der Abtransport aller 51 Bewohner ins KZ Theresienstadt, diese Deportation überlebten lediglich zwei Frauen.
Zwischenzeitlich wurde das Gebäude wieder mit neuen jüdischen Personen belegt.  Im Jahr 1942, am 28. September, übernahm die NSDAP das Haus als neuer Eigentümer. Amtlich erfolgte dazu am 6. März 1943 der Grundbucheintrag. Darin wurden nun im nationalsozialistischen Geiste das Jungvolk und die Hitlerjugend geschult. Durch die verheerenden Bombenangriffe im Februar 1945 erhielt das Gebäude mehrfache Bombentreffer und wurde zerstört.

## Nach 1945

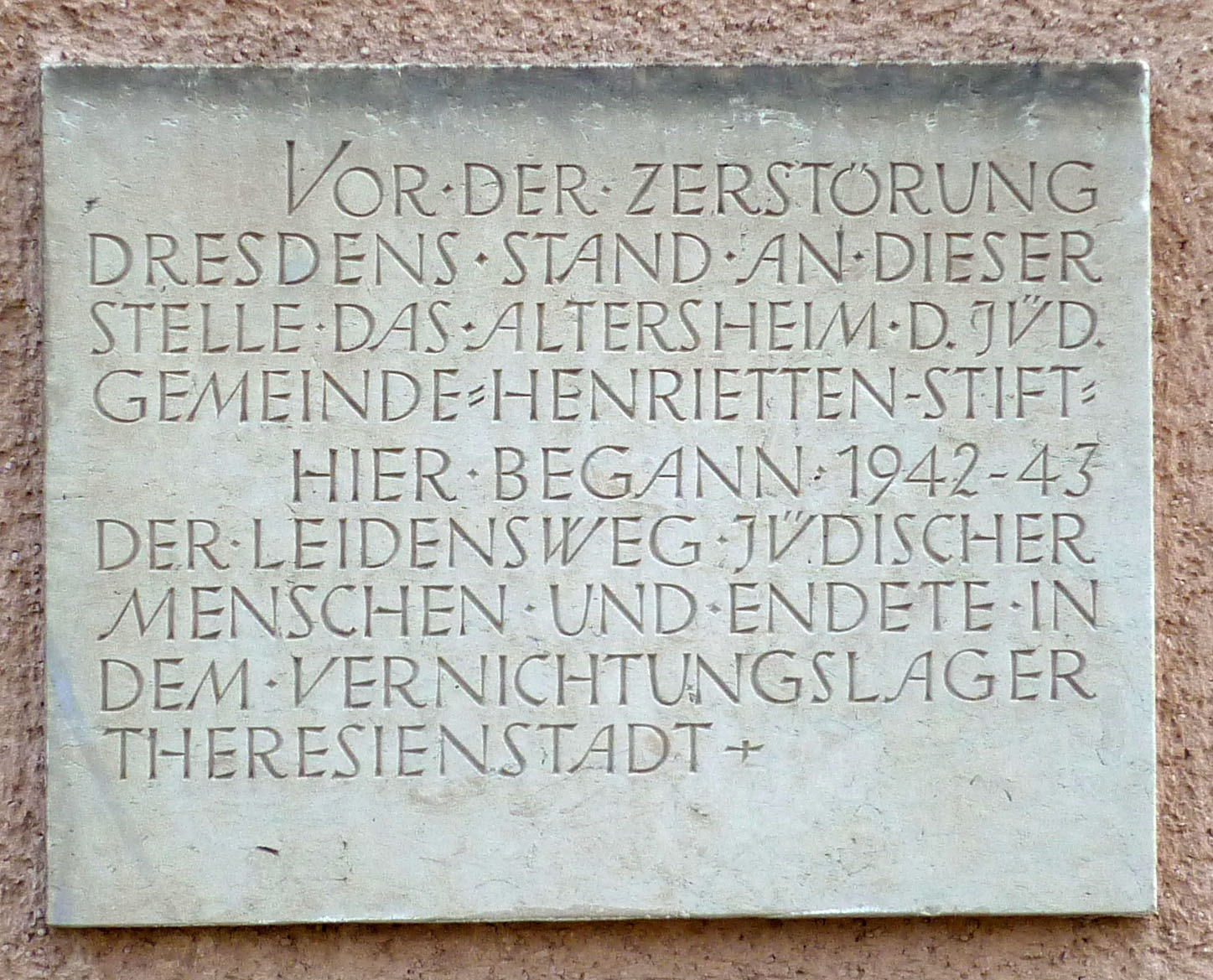
Gedenktafel am Studentenwohnheim Güntzstraße 28/28a

Nach erfolgter Trümmerbeseitigung Anfang 1950 plante die Stadt an dessen Stelle ein Studentenwohnheim für die Technische Hochschule Dresden, das 1955 fertiggestellt wurde. Die früheren Hausnummern 24, das Grundstück des Henriettenstifts, und dessen Nachbargrundstück wurden nunmehr zur Hausnummer 28. Dafür wurde das Grundstück zunächst konfisziert und 1953 nach dem Aufbaugesetz in Anspruch genommen. Erst Mitte März 1963 wurde die Jüdische Gemeinde gemäß § 16 des Entschädigungsgesetzes vom 25. April 1960 mit einem Betrag von 6.340 Mark entschädigt.
An dessen Haupteingang wurde 1966 eine Gedenktafel zur Erinnerung an das ehemalige Henriettenstift angebracht. Der Dresdner Bildhauer Werner Hempel fertigte auf Vorschlag der Jüdischen Gemeinde im Auftrag der TU Dresden diese Schrifttafel an.